# Franz du Hamel
Franz Graf du Hamel de Querlonde (* 1630; † Anfang April 1705 in Venedig) war ein preußischer General der Kavallerie und später Generalissimus der Republik Venedig.

## Leben

### Herkunft
Franz du Hamel de Querlonde entstammte einer katholischen französischen Familie. Ein Verwandter, Alexander (Alexis) Chevalier du Hamel, wurde 1790 kursächsischer General der Kavallerie und Ritter des Militär-St.-Heinrichs-Ordens.

### Karriere
Hamel diente zunächst in der Armee von Ludwig XIV. und trat 1672 in kurbrandenburgische Dienste. Am 21. Oktober 1674 erfolgte seine Beförderung zum Oberst, und Kurfürst Friedrich Wilhelm ernannte ihn zum Chef eines Kürassierregiments, das bereits 1679 entlassen werden sollte. Am 20. Januar 1676 wurde er zum Kämmerer bestellt, am 10. Juli 1679 zum Generalmajor und 1689 zum Generalleutnant ernannt. Überdies wurde er Chef des neu aufgestellten Kürassierregiments „du Hamel“.
Als das Schloss Rheinsberg 1685 durch den Tod des Grafen von Lochow als erledigtes Lehen an den Kurfürsten Friedrich Wilhelm fiel, gab dieser es dem General du Hamel. Noch im gleichen Jahr erhielt er die Erlaubnis, es an den Hofrat Benjamin Chevenix de Beville zu verkaufen.
1701 wurde er mit dem Schwarzen Adlerorden ausgezeichnet. Bereits am 28. Februar 1702 verließ Hamel die Armee im Streit: 1702 mit anderen preußischen Truppen an die Holländer im Bergischen Land vermietet, hatte er vergeblich um Beförderung zum wirklichen General der Kavallerie ersucht, die ihm der König aus Rücksicht auf den Homburger Grafen und General der Kavallerie Friedrich II. verweigerte. In der Folge wurde Hamel Generalissimus der Republik Venedig, wo er kurze Zeit darauf verstarb. Seine Leiche wurde von seinen Erben nach Berlin überführt und in der reformierten Kirche beerdigt.

### Familie
Er war mit Henriette Freiin von Pölnitz († 1706), verwitwete von der Schulenburg, verheiratet. Sie war die Tochter des Oberstallmeisters Gerhard Bernhard von Pölnitz, Witwe eines Kammerherren und Tante von Karl Ludwig von Pöllnitz. Die Ehe blieb kinderlos.